# Panamadwergeekhoorn
De panamadwergeekhoorn (Microsciurus alfari)  is een zoogdier uit de familie van de eekhoorns (Sciuridae). De soort komt voor in Midden-Amerika en het noorden van Zuid-Amerika.

## Naamgeving
De wetenschappelijke naam van de soort werd voor het eerst geldig gepubliceerd door J. A. Allen in 1895. De soortnaam alfari verwijst naar Anastasio Alfaro, een Costa Ricaans bioloog.

## Verspreiding
De Panamadwergeekhoorn leeft in regenwouden en nevelwouden van zeeniveau tot op 2.600 meter hoogte. Het verspreidingsgebied loopt van het zuiden van Nicaragua via Costa Rica, en Panama tot in het noordwesten van Colombia. De Panamadwergeekhoorn in droogbosgebieden.

## Kenmerken
De Panamadwergeekhoorn is ongeveer 14 cm lang en 100 gram zwaar. De vacht is op de rugzijde donkerbruin en op de buikzijde grijs. De oren zijn klein. De staart is lichtrood van kleur en eindigt in een punt.

## Leefwijze
De Panamadwergeekhoorn is dagactief. De soort leeft solitair, in paartjes of in kleine groepjes. Dit knaagdier houdt zich met name op in de bomen en het kan grote sprongen maken van tak naar tak. Fruit, noten, schors, sap en insecten worden door de Panamadwergeekhoorn gegeten.